# إيوان موراي (لاعب اتحاد الرغبي)
إيوان موراي (بالإنجليزية: Euan Murray)‏ هو لاعب اتحاد الرغبي بريطاني، ولد في 7 أغسطس 1980 في غلاسكو في المملكة المتحدة.

## وصلات خارجية
- إيوان موراي على موقع دوري الرغبي الممتاز (الإنجليزية)
- إيوان موراي عل موقع إسبنسكروم (الإنجليزية)
- إيوان موراي على موقع ItsRugby.co.uk (الإنجليزية)